# Wendy Carlos
Wendy Carlos (n. Walter Carlos pe 14 noiembrie 1939) este o compozitoare și muziciană americană. Carlos s-a făcut remarcată la sfârșitul anilor '60 prin înregistrări făcute cu ajutorul sintetizatorului Moog, pe atunci un instrument relativ nou și necunoscut; cele mai notabile au fost LP-urile cu muzică de Bach sintetizată dar și coloana sonoră a controversatului film al lui Stanley Kubrick, Portocala mecanică. Cu câțiva ani înainte de acestea, două compoziții originale de Carlos, realizate prin tehnici electronice clasice, au fost lansate pe LP. Cu toate că primele ei albume Moog erau interpretări ale unor compozitori clasici, mai târziu aceasta a început să realizeze compoziții originale. 

## Discografie
Albumele din intervalul 1968-1975 au fost lansate sub numele de "Walter Carlos". Albumele de după 1975 dar și reeditările au apărut sub numele de "Wendy Carlos".

### Albume
- Switched-on Bach (1968)
- The Well-Tempered Synthesizer (1969)
- Sonic Seasonings (1972)
- Portocala mecanică (1972 - Coloană sonoră)
- Walter Carlos' Clockwork Orange (1972)
- Switched-on Bach II (1974)
- By Request (1975)
- Switched-on Brandenburgs (1980)
- The Shining: Score Selections (1980 - Coloană sonoră)
- Tron (1982 - Coloană sonoră)
- Digital Moonscapes (1984)
- Beauty in The Beast (1986)
- Land of The Midnight Sun (compoziție din 1986 lansată pe reeditarea din 1998 a albumului Sonic Seasonings)
- Secrets of Synthesis (1987)
- Peter and The Wolf (1988 - cu "Weird Al" Yankovic)
- Switched-on Bach 2000 (1992)
- Tales of Heaven and Hell (1998)
- Rediscovering Lost Scores, Volume 1 (2005)
- Rediscovering Lost Scores, Volume 2 (2005)

### Compilații
- Switched-On Boxed Set (1999)